# Línea 432 (Buenos Aires)
La línea 432 es una línea de colectivos interurbana de Argentina. Une las localidades de Lobos, Las Chacras y Navarro, a través de la Ruta Provincial Nro. 41.

## Dirección
- J. Angueira 554 , Lobos
- Teléfono: (02227) 43-0221

## Ramales de la línea
- Lobos - Las Chacras - Navarro (Lunes a viernes)
- Lobos - Navarro